# Skabbö
Skabbö är en halvö i Åland (Finland). Den ligger i den västra delen av landskapet, 17 km norr om huvudstaden Mariehamn. Skabbö ligger på ön Fasta Åland.